# ウメノキゴケ

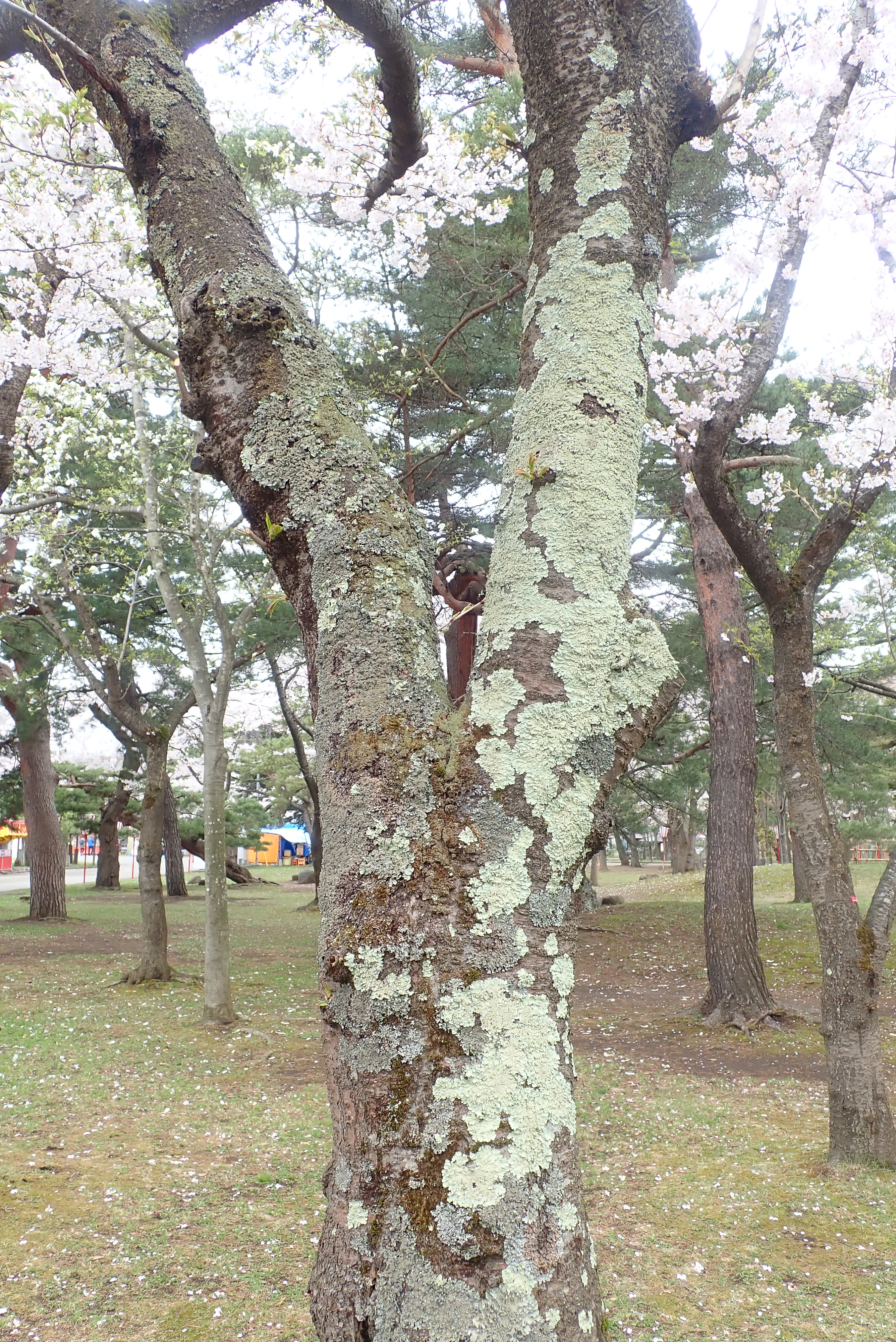
ソメイヨシノの幹に着生したウメノキゴケ

ウメノキゴケ（梅の木苔、Parmotrema tinctorum）は地衣類の一種。灰緑色の葉状地衣類で、樹皮や岩に着生する。世界の熱帯および温帯の一部に広く分布する。

## 特徴
その葉状体は薄く広がって樹木の幹や枝の表面に生える。差し渡しが10cm程度のものは珍しくなく、比較的大柄な部類に入る。全体の形は不規則な楕円形だが、これは周囲の状況によって大いに変化する。周囲は丸く波打ち、これは個々には周囲が円形に近いサジ状の裂片に分かれているためである。個々の裂片は幅が約1cm、周辺は丸く滑らかで、縁は基盤からやや浮いている。
表面は灰色っぽい水色で、全体に滑らかだが、ある程度以上大きいものでは縁からやや内側まではすべすべしているのに対して、それより内側ははっきりとつや消しになっている。これは、その表面に細かい粒状の裂芽が密生するからである。
裏面は、縁が淡褐色、それより内側の新しい部分は白っぽく、さらにその内側では濃い褐色となり、偽根がまばらに出る。
日本では、日本海側豪雪地などを除く東北地方以南に分布し、これらの地方の平地では最もありふれた地衣類である。比較的乾燥した場所に生育しやすい。都市部にはないが、田舎では庭先から森林まで見られる。主として樹皮につき、名前（梅の木苔）の通り、ウメにもよく見られる。しかし、他の樹皮にもよく見られる他、岩の上に生えることもあり、石垣などでも見られる。
排気ガスには弱いので都市中心部には少なく、大気汚染の指標とされている。

## 生殖
成長は比較的早く、裂片一枚がほぼ一年分とのこと。繁殖は主として無性生殖による。上記のように、葉状体の中央表面には裂芽を密生し、主な繁殖はこれによって行われるらしい。周辺部に出ないのは、時間が経たないと作り始めない、ということで、恐らく三年目くらいから作り始めるらしい。
有性生殖は知られているがあまり行われない。野外で子器を見ることはほとんど無いと言う。

## 類似種
本種はごく普通種であるが、似た種は少なくない。他の種は裂片がより小さいものが多い。また、縁が滑らかで、ごく細かい裂芽の密生を除けば表面がほぼ滑らかなことなどが他種と区別できる特徴である。
ただし一般に名が知られているのはこの種だけであり、専門家以外がこの名を使用する場合、実際には多くの場合に類似の複数種を一緒に扱っていると思われる。

## 利用
園芸、盆栽では樹皮にウメノキゴケのついた梅や松が古くから珍重され、生け花にも使われる。リトマス試験紙に使う色素リトマスを抽出することもできるが、実用にはされていない。また草木染めにも使われる。